# Amina Cachalia
Amina Cachalia (nacida Asvat; Vereeniging, 28 de junio de 1930 - Johannesburgo, 31 de enero de 2013) fue una activista sudafricana contra el apartheid, activista por los derechos de las mujeres y política. Fue amiga de toda la vida y aliada del ex presidente de Sudáfrica, Nelson Mandela.

## Biografía
Cachalia nació Amina Asvat, la novena de once niños en Vereeniging, Sudáfrica, el 28 de junio de 1930. Sus padres eran activistas políticos Ebrahim y Fátima Asvat. Su hermana, Zainab Asvat, era activista. Comenzó a hacer campaña contra el apartheid y la discriminación racial cuando era adolescente. Se convirtió en una activista por los derechos de las mujeres, a menudo enfocándose en cuestiones económicas, como la independencia financiera para las mujeres. Su difunto esposo fue la activista político Yusuf Cachalia. Su hijo, Ghaleb Cachalia, es un político en la Alianza Democrática.

## Participación política
Amina y Yusuf Cachalia eran amigos de Nelson Mandela antes de su encarcelamiento en la isla Robben en 1962. Se convirtió en una acérrima activista contra el apartheid. Pasó quince años bajo arresto domiciliario durante las décadas de 1960 y 1970. Era la tesorera de la Federación de Mujeres Sudafricanas (Fedsaw), una de las principales defensoras de la Federación de Mujeres Transvaal, y miembro del Congreso de Jóvenes Indios Transvaal y del Congreso Indio Transvaal durante la era del apartheid.
En 1995, Mandela le pidió a Cachalia que se casara con él. En ese momento, había sido separado de su esposa, Winnie Madikizela-Mandela. Cachalia rechazó la propuesta de Mandela porque dijo que "soy mi propia persona y que recientemente había perdido a mi esposo por quien tenía un gran respeto". Mandela se divorció de Madikizela-Mandela un año después y se casó con Graça Machel en 1998.
Cachalia fue elegida para la Asamblea Nacional de Sudáfrica en las elecciones generales sudafricanas de 1994, la primera del país con sufragio universal de adultos. En 2004, fue galardonada con la Order of Luthuli por sus contribuciones a la igualdad de género y racial y la democracia.
Después de su muerte, en marzo de 2013, se publicó su autobiografía When Hope and History Rhyme was published (Cuando esperanza rima con historia).

## Muerte y funeral
Cachalia murió en el Hospital Milpark en Parktown West, Johannesburgo, el 31 de enero de 2013, a la edad de 82 años. La causa de la muerte fueron las complicaciones después de una operación de emergencia debido a una úlcera perforada.
Su funeral se celebró en su casa en Parkview, Johannesburgo, según las costumbres musulmanas tradicionales. Asistieron el presidente sudafricano Jacob Zuma, los expresidentes Thabo Mbeki y Kgalema Motlanthe, el vicepresidente del ANC, Cyril Ramaphosa, la ex primera dama Graça Machel, el exministro de Finanzas Trevor Manuel y el activista Ahmed Kathrada, entre otros.